# Dún Briste
Dún Briste (en Anglès : Dun Briste Sea Stack ) és un faralló o pilar natural —en Geomorfologia denominat stack— que es va formar en el període Carbonífer possiblement Missisípic fa aproximadament 350 milions d'anys.

## Història
La seva col·locació en la situació actual es va produir sobre l'any 1393 quan diversos fenòmens el van descalçar del lloc on era i el van deixar varat a uns metres de la costa. L'evidència que havia format part de terra ferma va ser presentada el 1980 quan uns investigadors hi van fer uns peritatges, en els que van descobrir edificacions de pedra i restes de camins per a les ovelles.
Quan l'illot de Dún Briste encara no estava separat del cap, Patrici d'Irlanda, hi va construir una de les primeres esglésies d'Irlanda. Durant la Segona Guerra Mundial hi ha una casa que va servir com a lloc de vigilància de la guàrdia costanera Irlandesa.

## Descripció
Està siuat al cap de Downpatrick Head a 5 quilòmetres de la ciutat de Ballycastle al Comtat de Mayo, Irlanda, separat de la costa, a només 20 metres de distància, La part visible "fora de l'aigua, té 45 metres d'alçada, 63 metres de llargària i 23 d'amplària, arribant per sota l'aigua a 228 metres de profunditat

## Llegenda de Sant Patrici
La llegenda explica que quan el pilar encara estava adossat al cap hi vivia el déu celtic Crom Dubh, que no volia convertir-se al cristianisme predicat per Sant Patrici, enutjant-lo fins al punt que aquest, va copejar el terra del cap amb la seva vara, i va provocar la separació d'un tros de terreny amb forma d'illot, condemnant a Dubh a morir en absoluta solitud aïllat de terra ferma.

## Galeria d'imatges
- Fotografia del faralló l'any 2006
- Fotografia feta l'any 2021.
- Fotografia de la costa més propera al Dún Briste, al costat de la casa de vigilància, any 2006.
- Fotografia on es veu la distància des de la costa fins al faralló, any 2006.
- Fotografia centrada en el Dún Briste, any 2021.